# Xã Fancy Creek, Quận Riley, Kansas
Xã Fancy Creek (tiếng Anh: Fancy Creek Township) là một xã thuộc quận Riley, tiểu bang Kansas, Hoa Kỳ. Năm 2010, dân số của xã này là 116 người.